# Paisagem com a Parábola do Semeador (Bruegel)
Paisagem com a Parábola do Semeador é uma pintura a óleo sobre madeira datada de 1557 de Pieter Bruegel, mestre flamengo da Renascença, que se encontra no Museu de Arte Timken de San Diego. Está assinado em baixo à direita "[...]VEGHEL 1557".
A pintura é inspirada na passagem do Evangelho de Mateus (Mateus 13:3–8) em que Jesus narra a parábola do semeador. Jesus está representado ao longe, em segundo plano, num barco ancorado na margem de um rio próximo da foz (em detalhe), a pregar para um ajuntamento de pessoas.

## Descrição e estilo
O sujeito da parábola, o semeador, está em primeiro plano, do lado esquerdo, com o gesto enfatizado pelo pintor de lançar as sementes. Os seus esforços só numa pequena parte serão recompensados. De fato, algumas sementes caem na estrada e estão já a ser comidas por aves, outras acabam sufocadas por sarças, outras ainda irão germinar e secar rapidamente por não poderem desenvolver raízes num solo pedregoso. O solo fértil está representado mais longe, nas costas do semeador, nos campos perto das casas. Percebe-se o contraste entre a solidão do agricultor e a multidão em torno de Jesus na margem do rio. Apenas se vêm duas figuras na margem esquerda do rio, num campo com árvores de fruto, uma a pé e outra montada num cavalo.

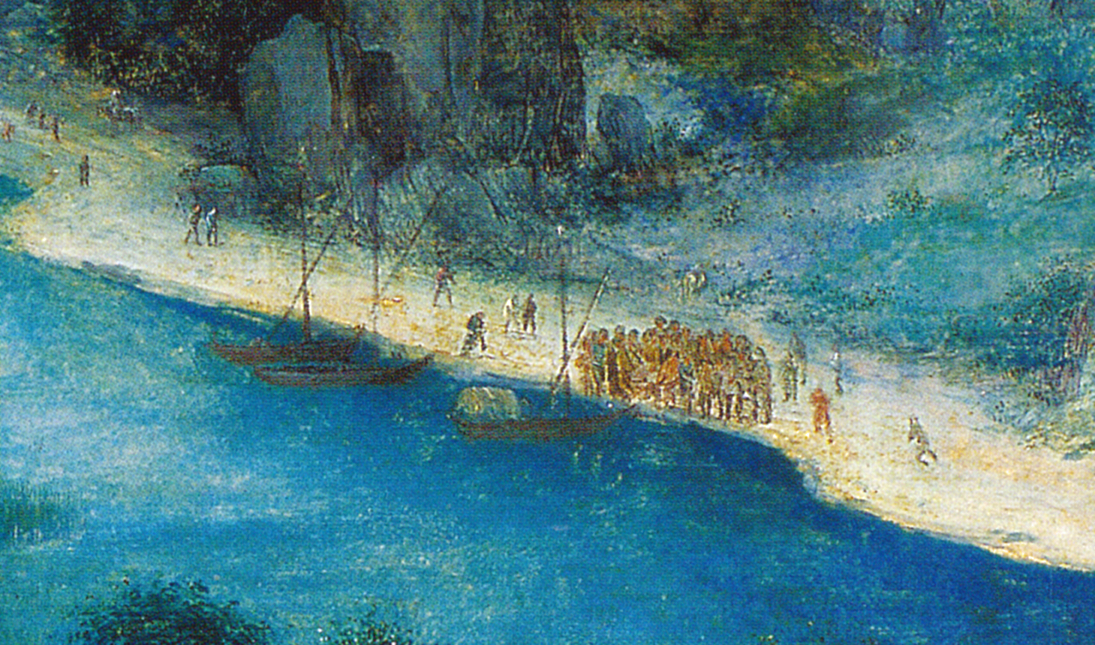
Detalhe de Paisagem com a Parábola do Semeador

Os três planos em perspectiva da obra são realçados pela predominância de cores diferentes: castanho no primeiro plano, verde num segundo plano, e azul em fundo. A paisagem deriva de vistas locais flamengas com excepção das montanhas distantes que foram inspiradas pela visão que Breugel teve dos Alpes na viagem que fez aproximadamente em 1552.
O tratamento atmosférico da paisagem distante reflete provavelmente a influência em Bruegel das técnicas italianas contemporâneas bem como a visão directa da notável topografia alpina.
A luminosidade da atmosfera e a gradação das tonalidades criam um tipo e sensibilidade particulares de paisagem que se tornarão na base do desenvolvimento posterior da paisagem como género.

## História
A pintura voltou a ser notada nos tempos modernos quando foi comprada por Fernand Stuyck num leilão público na Galeria Fievez, em Bruxelas, em 1924. Foi então catalogada simplesmente como obra da escola flamenga do século XVII. Em dezembro daquele ano, quando foi restaurada pelo Sr. Buesco, conservador da família real belga, foram descobertas a assinatura e a data. A pintura foi para os Estados Unidos imediatamente antes da II Guerra Mundial, tendo sido exposta em São Francisco e Washington. Foi comprada pela Fundação Putnam em 1957 e posteriormente integrada no Museu Timken.